# Юг (приток Бабки)
Юг (в верховье Полуденный Юг) — река в России, протекает в по территории Пермского района Пермского края. Крупнейший приток реки Бабки, протекающий в Пермском районе.

## География
Река Юг берёт начало в лесах к западу от посёлка Юг, протекает через посёлки Звёздный и Бершеть и течёт к посёлку Янычи и там впадает в Бабку. Устье реки находится в 62 км по левому берегу реки Бабки. Длина реки составляет 42 км.

## Данные водного реестра
По данным государственного водного реестра России относится к Камскому бассейновому округу, водохозяйственный участок реки — Сылва от истока и до устья, речной подбассейн реки — Кама до Куйбышевского водохранилища (без бассейнов рек Белой и Вятки). Речной бассейн реки — Кама.
Код объекта в государственном водном реестре — 10010100812111100013651.